# 강성열
강성열(姜聲悅, 1959년 10월 29일~)은 대한민국의 신학자, 성서학자, 호남신학대학교 구약교수이다.  다아트 아카데미 원장이며
생명의망잇기 협동조합 이사장이다. 구약성서와 관련한 많은 저서를 출판하였고 구약학에 관련된 많은 전문도서들을 번역하였다. 구약성서 해석과 생태학적인 신앙 윤리에 관한 연구가로 평가받는다.

## 학력
- 서울대학교 졸업(B.A.)
- 장로회신학대학교 신대원(M.Div.)과 대학원(Th.M.)
- 장로회신학대학교 신학박사(Th.D.)
- 현재: 호남신학대학교 교수(구약학)

## 경력
- 호신대 부설 농어촌선교연구소 소장
- LifeHope기독교자살예방센터 광주전남 지부 이사장
- 다아트 아카데미 원장
- 생명의망잇기 협동조합 이사장

## 저서및 공저
1. 『성서로 보는 결혼 은유』(성광문화사, 1998)
2. 『현대인을 위한 창세기 강해』(한국장로교출판사, 1998)
3. 『설교자를 위한 성서해석학 입문』(대한기독교서회, 2002/공저)
4. 『고대 근동 세계와 이스라엘 종교』(한들출판사, 2003)
5. 『시간과 종말』(쿰란출판사, 2003/공저/ 한국연구재단 연구 프로젝트 결과물)
6. 『오늘의 눈으로 읽는 구약성서』(쿰란출판사, 2003)
7. 『신명기』(감신대출판부, 2004/공저)
8. 『구약성서로 읽는 지혜ㆍ예언ㆍ묵시』(한들출판사, 2004)
9. 『구약성서와 생태신앙』(땅에쓰신글씨, 2005/편저)
10. 『기독교 신앙과 카오스 이론』(대한기독교서회, 2005/ 한국연구재단 연구 프로젝트 결과물)
11. 『고대 근동의 신화와 종교』(살림출판사, 2006)
12. 『기독교 신앙과 생명공학』(한들출판사, 2006/공편)
13. 『현대생태신학자의 신학과 윤리』(대한기독교서회, 2006/공저)
14. 『청훈(淸訓) 강사문 교수 정년퇴임 기념논문집: 깊은 말씀, 맑은 가르침』(한들출판사,  2007/공편)
15. 『죽음의 사회적 폭력성과 해석학』(한들출판사, 2007/공편)
16. 『강성열 교수의 구약 설교』(이레서원, 2008)
17. 『농어촌 선교현장과 생명목회』(한들출판사, 2008/편저)
18. 『성서의 창조기사와 한국의 창세신화』(프리칭 아카데미, 2009)
19. 『한국사회와 교회의 미래, 그리고 칼빈』(한들, 2009/ 편저)
20. 『성령과 기독교 신학』(대한기독교서회, 2010/공저)
21. 『내가 네게 장가 들리라: 설교를 위한 호세아 연구』(한국성서학연구소, 2010)
22. 『다문화 사회와 한국교회』(한들출판사, 2010/공저)
23. 『류행열 교수 정년퇴임 기념논문집: 은혜로운 말씀, 생명과 평화의 길』(한들출판사, 2011/ 편저)
24. 『농촌 살리기와 생명선교』(한들출판사, 2011/편저)
25. 『성서의 역설적 쟁점』(동연, 2011/공저)
26. 『창세기에 길을 묻다』(물가에심은나무, 2012/공저)
27. 『그 땅으로 가라: 친근한 벗 여호수아』(대한기독교서회, 2012)
28. 『협동조합과 지역 공동체 운동』(한들, 2014/편저)
29. 『너희는 이렇게 살라』(땅에쓰신글씨, 2016)
30. 『구약학자들의 소예언서 설교』(한들출판사, 2016/공편)
31. 『한국교회의 미래와 마을목회』(한들출판사, 2016/공편)
32. 『다문화사회 이야기마당』(꿈꾸는터, 2017년/공저)
33. 『구약성경, 개혁의 교과서』(한들출판사, 2017/공편)
34. 『마을목회, 세상 속으로』(한들출판사, 2017/공편)
35. 『생명의 망 잇기와 농촌선교』(새로운길, 2018/공저)
36. 『구약학자들의 시편 설교』(한들출판사, 2018/공저)
37. 『아웃리치를 통한 도농교회 협력과 상생』(한들출판사, 2018/공편)
38. 『구약학자들의 잠언 설교』(한들출판사, 2019/공저)
39. 『농업의 공익가치 증진과 농촌기본소득』(한들출판사, 2019/공편)
40. 『지구 생명체의 위기와 기독교의 복음』(나눔사, 2019/공저)
41. 『이세종의 삶과 신앙 그리고 지역사회의 변화』(한들, 2020/편저)
42. 『마을목회 개론』(나눔사, 2020/ 킹덤북스/ 공저)
43. 『코로나 19와 한국교회의 회심』(동연, 2020/ 공저)
44. 『생명희망 총서 1: 생명이 희망이다』(한들출판사, 2021/ 편저)
45. 『이세종 영성의 오늘과 내일: 지역 섬김과 실천의 삶』(한들, 2021/편저)
46. 『다아트 총서 1: 마음에서 길을 찾다: 기독교 신앙과 마음 공부』(한들, 2021/ 공저)
47. 『예레미야 1-25장』(한장출, 2022)
48. 『그리스도인의 슬기로운 시민 생활』(한국기독교교회협의회, 2022/ 공저)
49. 『다아트 총서 2: 몸살이 영성으로의 초대』(한들, 2022/ 공저)
50. 『예레미야 26-52장』(한장출, 2022)
51. 『다아트 총서 3: 사즉생의 신앙: 죽음에서 생명으로』(한들, 2022/ 공저)
52. 『생명희망 총서2』(한들, 2022/ 공저)
53. 『구약개론』(러시아어 번역본』(2022/ 공저)

## 번역서
1. J. A. Motyer, 『아모스』(두란노, 1987)
2. Allen P. Ross, 『창세기』(두란노, 1988)
3. R. E. Clements, 『구약성서 해석사』(나눔사, 1988/공역)
4. W. H. Schmidt, 『역사로 본 구약 신앙』(나눔사, 1989)
5. W. Brueggemann, 『성서로 본 땅』(나눔사, 1992)
6. Joyce G. Baldwin, 『창세기 12-50장: 아브라함부터 요셉까지』(두란노, 1992)
7. J. L. Crenshaw, 『구약 지혜문학의 이해』(한국장로교출판사, 1993)
8. B. W. Anderson, 『구약성서 이해』(크리스챤 다이제스트, 1994/공역)
9. C. Westermann, 『창세기 주석』(한들출판사, 1998)
10. W.Brueggemann, 『창조적인 말씀을 통한 기독교교육』(한들출판사, 1999/공역)
11. K. Koch, 『예언자들 1-2』(크리스챤 다이제스트, 1999)
12. W. Brueggemann, 『창세기』(한국장로교출판사, 2000)
13. B. C. Ollenburger 외, 『20세기 구약신학의 주요 인물들』(크리스챤 다이제스트, 2000)
14. T. E. Fretheim, 『출애굽기』(한국장로교출판사, 2001)
15. R. Knierim, 『구약신학의 과제 1-2』(크리스챤 다이제스트, 2001; 2002)
16. R. Albertz, 『이스라엘 종교사 I-II』 (크리스챤 다이제스트, 2003; 2004)
17. James Limburg, 『호세아-미가』(한국장로교출판사, 2004)
18. V. P. Hamilton, 『역사서 개론』 (크리스챤 다이제스트, 2005)
19. Page H. Kelly/ Daniel S. Mynatt/ Timothy G. Crawford, 『히브리어 성서(BHS)의 마소라  해설』 (비블리카 아카데미아, 2005)
20. Robert B. Chisholm, 『예언서 개론』(크리스챤 다이제스트, 2006)
21. R. J. Foster, 『레노바레 성경』(두란노, 2006/공역)
22. Daniel J. Estes, 『지혜서와 시편 개론』(크리스챤 다이제스트, 2007)
23. V. P. Hamilton, 『오경 개론』 (크리스챤 다이제스트, 2007/공역)
24. F. G. Martínez/ E. J. C. Tigchelaar (eds.), 『사해문서 1-4』(나남출판사, 2008/ 한국연구 재단 연구 프로젝트 결과물)
25. W. Kaiser, 『이렇게 가르치라: 설교자와 교사를 위한 성경윤리 가이드』(새물결 플러스,  2009)
26. A. F. Rainey/ R. S. Notley, 『성경 역사, 지리학, 고고학 아틀라스』(이레서원, 2010)
27. Gregory K. Beale/ 『성전신학』(새물결플러스, 2014)
28. John H. Walton/ 『창세기 1장과 고대 근동 우주론』(새물결플러스, 2017)
29. 『사해문서 1-4』(나남출판사, 2008)는 한국연구재단의 연구비(동서양 명저번역 프로젝트)를 받아서 번역한 책들로, 대한민국학술원 2008년도 인문학 분야의 우수학술도서

## 논문
1. “고대 근동의 창조 신화에 비추어 본 구약 창조 신학의 특징”/ 『신학이해』/ 1987.
2. “아모스의 예언자적 상상력과 민중의 사회 전기”/ 『신학이해』/ 1988.
3. “구약 지혜문학의 이해”/ 『신학이해』 / 1990.
4. “창세기 원역사에 나타난 구약성서의 인간 이해”/ 『신학이해』/ 1991.
5. “구약 묵시문학의 이해”/ 『신학이해』/ 1992.
6. “구약성서의 메시야 대망과 그 성취”/ 『신학이해』/ 1993.
7. “고대 근동 종교의 풍요제의 이해”/ 『신학이해』/ 1994.
8. “예언자들의 세계관과 변화하는 현실”/ 『예수 그리스도와 변화하는 세계』/ 1994.
9. “이스라엘 종교와 아세라 숭배”/ 『신학이해』/ 1995.
10. “구약과의 관계에서 보는 이집트의 신화와 종교”/ 『신학이해』/ 1996.
11. “구약성서와 고대근동 종교에 나타난 죽음-부활의 주제”/ 『성서해석학』/ 1997.
12. “마체바 연구”/ 『신학이해』/ 1998.
13. “구약성서의 경제 윤리와 사회 정의”/ 『기독교와 경제』/ 1999.
14. “구약성서의 창조론과 생태학”/ 『생태학과 기독교 신학의 미래』/ 1999.
15. “생태학적 창조론의 시각에서 보는 출애굽 사건,” 『신학이해』/ 2000.
16. “이스라엘 예언자들의 신분 표시: 저항 패션의 한 가능성,” 『신학이해』/ 2001.
17. “구약성서와 생명공학: 다시 읽는 창조 이야기”/ 『생명과학과 인류의 미래』/ 2001.
18. “몸이란 무엇인가?: 고대 이스라엘의 신체 훼손에 관한 연구”/ 『신학이해』/ 2002.
19. “고대 이스라엘의 신상 금지”, 『신학이해』25집(2003년 5월)
20. “참여와 변화의 해석학”, 『구약논단』14집(한국구약학회, 2003년 4월 15일)
21. “구약성서의 시간과 종말, 그리고 생태학”, 『한국기독교신학논총』30집(2003년 10월)
22. “구약성서의 창조 기사와 한국의 창세신화 비교: 혼돈의 주제를 중심으로”, 『신학이해』27 집 (2004)
23. “‘타칸’ 동사의 심판 개념에 관한 연구”/ 『신학이해』33집 (2007)
24. “농어촌교회와 생명목회”/ 『목회와 신학』 2008년 10월호
25. “성서의 음식 규례와 오늘의 먹을거리”/ 『Canon & Culture: A Journal of Biblical  Interpretation in Context』(2008년 가을호)
26. “호세아의 예언 설교와 결혼 은유”/ 『PREACHING』 2008년 11월호
27. “다른 신들을 섬기는 자들의 말로(末路)”/ 『PREACHING』 2008년 11월호
28. “열 번째 재앙과 유월절”/ 『신학이해』36집(2009년 2월)
29. “구약성서의 이주민 신학과 한국사회의 다문화 가정”/ 『한국기독교신학논총』 제62집 (2009년 4월)
30. “구약성서와 21세기 한국문화”/ 『구약논단』제16권 2호(2010년 6월)
31. “고대 이스라엘의 신정 공동체와 ‘공정한 사회’”/ 『신학논단』 제63집(2011년 3월)
32. “개역 개정판의 호세아 번역 오류 수정을 위한 제안”/ 『한국기독교신학논총』 제76집 (2011년 7월)
33. “죽음의 사회적 폭력성에 대한 원시 종교의 대응: 고대 근동 세계를 중심으로”/ 『신학이해』 제41집(2011년)
34. “대한예수교장로회(통합) 총회의 농어촌선교”/ 『신학이해』제44집(2012년)
35. “고대 이스라엘의 애곡 의식과 회개”/ 『신학이해』 제45집(2013년)
36. “고대 이스라엘의 신비주의와 이단”/ 『신학논단』 제73집(2013년)
37. “에너지 위기 시대, 기독교 선교의 과제”/ 『기독교사상』 2014년 2월호
38. “구약성서와 생명 나눔 선교: 장기기증을 중심으로”/ 』신학이해 제46집(2014년)
39. “설교자들에게 도움이 되는 성경 주석들: 구약 주석들”/ 『목회와 신학』 2015년 1월호
40. “고대 이스라엘의 정결의례용 물품에 관한 연구”/ 『신학이해』 제49집(2015년)
41. “핵 없는 세상을 위한 신학적 성찰과 실천”/ 『신앙계』 2016년 3월호
42. “한국교회의 미래, 마을목회 이야기”/ 『신앙세계』 2017년 2월호
43. “마을목회를 향해 가는 교회들”/ 『신앙세계』 2017년 3월호
44. “지역을 섬기는 해외 마을선교의 현장을 찾아서”/ 『신앙세계』 2017년 4월호
45. “한국의 구약학: 어제와 오늘, 그리고 내일”/ 『구약논단』63집(2017년 3월)
46. “구약신학사 개관을 통해서 본 구약신학의 미래”/ 『신학이해』 51집(2017년)
47. “고대 이스라엘의 신정 공동체와 마을목회”/ 『선교와 신학』 44집(2018년 봄호)
48. “마을목회 시대의 구약 케리그마”/ 『성서마당』 126집(2018년 여름호)
49. “구약성서의 이주민 신학과 다문화 선교의 실천”/ 『종교문화학보』 15집(2018년)
50. “크니림과 왕대일의 구약신학 비교 연구”/ 『Canon & Culture』 25집(2019년 봄호)
51. “농어촌교회와 도시교회의 상생”/ 『월간목회』 514집(2019년 6월호)
52. “구약성서의 노동 인권”/ 『성서마당』 130집(2019년 여름호)
53. “예레미야서의 치환 기법에 관한 연구”/ 『신학이해』 제53집(2019년)
54. “현대 성경해석학의 다양한 방법론들”/ 『목회와 신학』 371집(2020-5월호)
55. “구약 텍스트 연구의 최근 흐름”/ 『목회와 신학』381집(2021년 3월호)
56. “코로나 위기 시대와 구약신학의 과제”/ 『구약논단』82집(2021년 겨울호)
57. “코로나 위기 시대와 구약성서의 ‘형제 사랑’”/ 『성서마당』140집 (2021년 겨울호)
58. “한국교회의 공공성 회복과 마을목회”/ 『종교문화학보』18집(2021년 12월)
59. “오경 연구를 위해 무엇을 읽을 것인가”/ 『목회와 신학』391집(2022년 1월호)
60. “코로나 이후 시대 사이버 공간과 예배”/ 『성서마당』142집(2022년 여름호)
61. “기후위기와 식량주권, 그리고 농어촌교회”/ 『농촌과 목회』 94집(2022년 여름호)

## 같이 보기
- 한국기독교학회
- 한국의 신학자 목록
- 개혁신학자